# فرديناند غونزاغا
فرديناند غونزاغا (بالإسبانية: Ferrante I Gonzaga)‏ (و. 1507 – 1557 م) هو كوندوتييرو، ودبلوماسي إسباني، ولد في مانتوفا، توفي عن عمر يناهز 50 عاماً، بسبب السقوط عن الحصان.

## مناصب
تولى منصب سفير إسبانيا لدى المملكة المتحدة ‏
- سفير.